# Paul Lindemann (Journalist)
Paul Lindemann (* 14. August 1896 in Hamburg; † 25. April 1955 ebenda) war ein deutscher Ökonom, Hamburger Senatssyndicus im Zweiten Weltkrieg, Politiker und Journalist.

## Leben

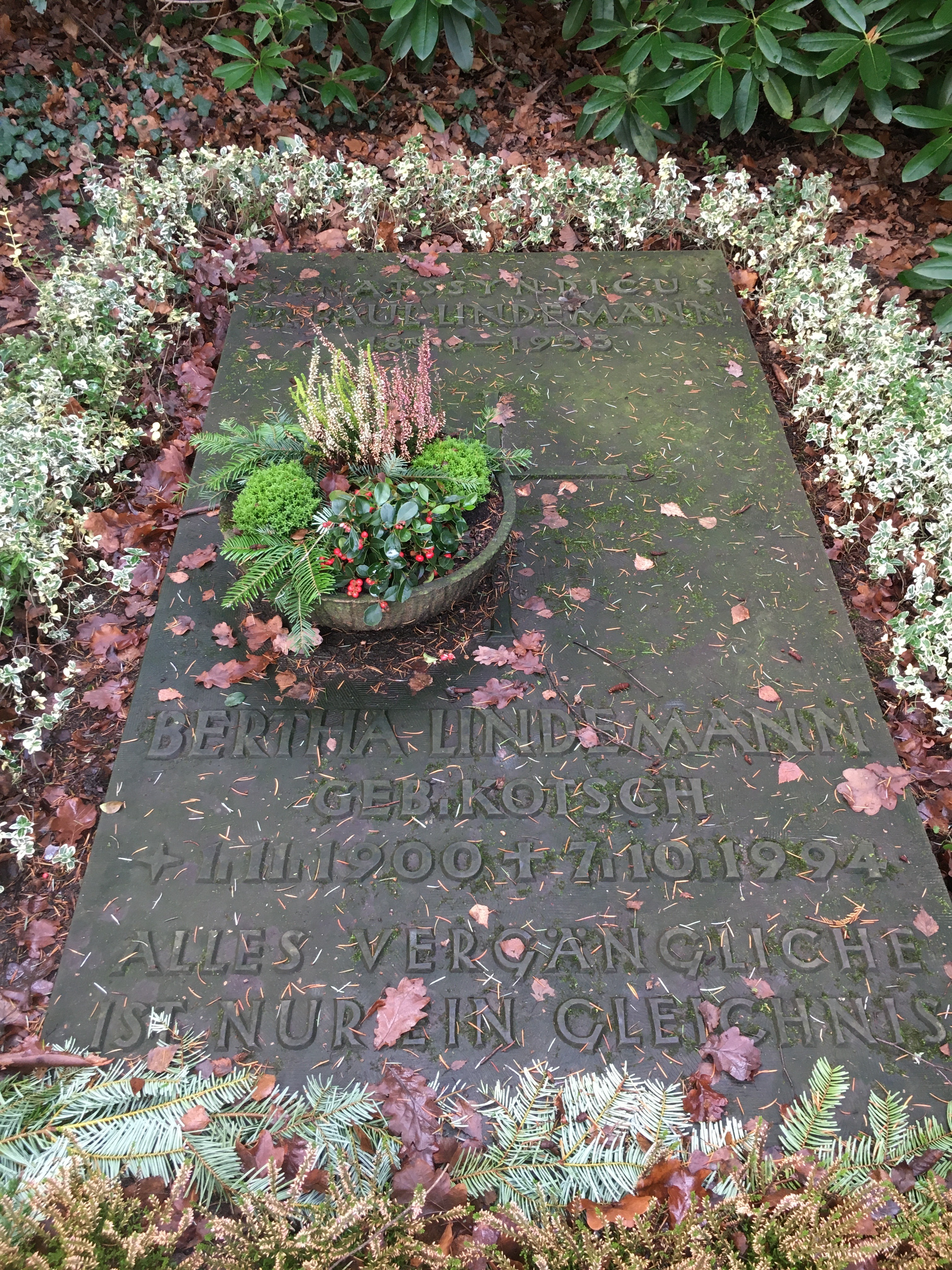
Grabstätte auf dem Friedhof Ohlsdorf

Im Ersten Weltkrieg wurde Lindemann schwer verwundet und litt an Diabetes. Lindemann promovierte nach einem Staatsrechtsstudium 1926 an der Universität Hamburg über den Hamburger Freihafen. 1933 wurde er zunächst Leiter der Pressestelle, dann Leiter der Verwaltung des Staatsamtes Hamburg, 1938 Senatsdirektor der Gemeindeverwaltung. Nebenamtlich hatte er einen Lehrauftrag an der Universität für Zeitungswissenschaft. 1942 bis 1945 war er Senatssyndicus. 1943 erschien sein Kinderbuch Mit Sturmboot und Flammenwerfer. Bis 1933 gehörte Lindemann der DDP an, im November 1933 unterzeichnete er das Bekenntnis der deutschen Professoren zu Adolf Hitler.
Nach der Pensionierung im Oktober 1945 war er Journalist und seit 1947 FDP-Politiker in Hamburg. Auch war er seit Ende 1948 als Geschäftsführer für den Übersee-Club tätig. Seine Kandidatur für den stellvertretenden Parteivorsitz scheiterte am Widerstand der Linken in der FDP, so an Julius Buschmann. 
Paul Lindemann wurde auf dem Friedhof Ohlsdorf beigesetzt. Die Grabstätte im Planquadrat Q 7 liegt oberhalb des Althamburgischen Gedächtnisfriedhofs am Haupteingang Fuhlsbüttler Straße.